# Centre-Val de Loire
 For alternative betydninger, se Centre. (Se også artikler, som begynder med Centre)
Centre-Val de Loire er en fransk region, der, som navnet antyder, ligger i den centrale del af landet.

## Klima
| Vejr for Bourges                                           | Vejr for Bourges | Vejr for Bourges | Vejr for Bourges | Vejr for Bourges | Vejr for Bourges | Vejr for Bourges | Vejr for Bourges | Vejr for Bourges | Vejr for Bourges | Vejr for Bourges | Vejr for Bourges | Vejr for Bourges | Vejr for Bourges |
|                                                            | Jan              | Feb              | Mar              | Apr              | Maj              | Jun              | Jul              | Aug              | Sep              | Okt              | Nov              | Dec              | År               |
| ---------------------------------------------------------- | ---------------- | ---------------- | ---------------- | ---------------- | ---------------- | ---------------- | ---------------- | ---------------- | ---------------- | ---------------- | ---------------- | ---------------- | ---------------- |
| Gennemsnitlig maks °C                                      | 6                | 8                | 11               | 15               | 18               | 22               | 25               | 25               | 22               | 17               | 10               | 7                | 16               |
| Gennemsnitlig °C                                           | 3                | 5                | 7                | 10               | 13               | 17               | 19               | 19               | 16               | 12               | 7                | 4                | 11               |
| Gennemsnitlig min °C                                       | 1                | 1                | 3                | 5                | 8                | 11               | 13               | 13               | 11               | 8                | 4                | 1                | 7                |
| Gennemsnitlig nedbør mm                                    | 61               | 59               | 60               | 52               | 81               | 57               | 52               | 59               | 61               | 59               | 59               | 63               | 723              |
| Kilde: http://www.meteomedia.com/statistics/C02849/frf0000 |                  |                  |                  |                  |                  |                  |                  |                  |                  |                  |                  |                  |                  |